# Karang Leman
Karang Leman is een bestuurslaag in het regentschap Bangkalan van de provincie Oost-Java, Indonesië. Karang Leman telt 865 inwoners (volkstelling 2010).